# بوکوویتسا
بوکوویتسا (به لهستانی: Bukowica}} یک روستا در لهستان است که در گمینا نگگوسواویتسه واقع شده‌است. بوکوویتسا ۱۴۰ نفر جمعیت دارد.